# Fred Åkerström
Fred Åkerström (født Bo Gunnar Åkerström 27. januar 1937 i Stockholm – 9. august 1985 i Karlskrona) var en svensk visesanger og skuespiller. Fred Åkerström blev i 1960'erne en af Sveriges mest kendte visesangere og visefortolkere. Han havde en meget dyb basstemme.
Hans meget svingende forhold til en anden stor svensk visesanger, Cornelis Vreeswijk, var berømt og berygtet. De kunne være de bedste venner, og andre gange kunne uvenskab føre til håndgemæng.[kilde mangler]
Fred Åkerström bekendte sig ganske åbent som kommunist og som modstander af kapitalismen, og han var med i flere kommunistiske organisationer.
De sidste år i hans liv var præget af dårligt helbred forårsaget af hans store alkoholindtag.[kilde mangler] Han efterlod sig en datter, sangeren Cajsa Stina Åkerström, opkaldt efter en person i Carl Michael Bellmans viser.
I 1987 indstiftede Visfestivalen i Västervik en pris, Fred Åkerström-stipendiet, som hvert år tildeles "en person som på ett betydelsefullt sätt arbetat för att bevara, utveckla och/eller skapa svensk visa."